# 布哈拉洛斯
布哈拉洛斯，是西班牙阿拉贡自治区萨拉戈萨省的一个市镇。 总面积121平方公里，总人口1019人（2001年），人口密度8人/平方公里。